# イマココカラ
「イマココカラ」は、東映アニメーション製作のテレビアニメシリーズ『プリキュアシリーズ』の劇場版クロスオーバー作品『映画 プリキュアオールスターズ 春のカーニバル♪』の主題歌曲。これに併せてシングルCDもリリースされている。
本記事では表題曲および同曲が収録されたCDとそれに同時収録されたカップリング曲についても詳述する。

## 概要
2015年3月公開の『映画 プリキュアオールスターズ 春のカーニバル♪』に合わせて制作された楽曲。歴代プリキュア40人が歌って踊る作品のコンセプトの元、映画オリジナルの楽曲として製作された。
本曲は劇中のステージシーンで使われ、歴代のプリキュア役の声優が揃って歌う劇中歌バージョンと、エンドロールで使われ、モーニング娘。'15が歌うエンディングテーマバージョンの2つが制作されている。12年続いてきたプリキュアシリーズにおいて、特定のアーティストがプリキュアのキャラクターソングを歌うのは初の事例となる。
エンドロールでは、モーニング娘。'15のプロモーション映像のほか、全国5都市で歴代プリキュアのコスチュームを纏った子供たちがキュアフローラ、キュアラブリーと一緒にダンスを踊るシーンや、ゲスト声優で出演したオリエンタルラジオの二人が踊る様子も盛り込まれている。
シングルCDは2015年3月11日にマーベラスから映画主題歌のCDとして、同年4月15日にアップフロントワークス（ゼティマ）からモーニング娘。'15のCDとして発売される。前者には劇中歌バージョン及びそのオリジナル・カラオケ、エンディングテーマバージョン、挿入歌である「39フェアリーズ」を収録、初回特典としてジャケットサイズステッカーを同梱している。後者は「青春小僧が泣いている/夕暮れは雨上がり/イマココカラ」として、トリプルA面シングルで発売される（詳細は同記事参照）。
こうした制作経緯から、モーニング娘｡'15としては数少ない、音楽プロデューサーのつんく♂が関与していない楽曲の一つである。
2015年7月15日発売の映画のDVD/BD特装版には、「プリキュアシンガーズ+1」（五條真由美・うちやえゆか・池田彩・二場裕美）による、本曲の「歴代プリキュア歌手バージョン」が収録された特典CDが付属している。

## 収録曲
以下の楽曲情報はマーベラス発売版に基づく。アップフロントワークス発売版は「青春小僧が泣いている/夕暮れは雨上がり/イマココカラ」の記事を参照。
- 全曲 作詞：青木久美子、作曲：高取ヒデアキ

1. イマココカラ（劇中歌）
編曲：籠島裕昌、歌：プリキュアオールスターズ[注 3]
  - 東映系アニメ映画『映画 プリキュアオールスターズ 春のカーニバル♪』挿入歌
2. イマココカラ（主題歌）
編曲：大久保薫、歌：モーニング娘。'15
  - 東映系アニメ映画『映画 プリキュアオールスターズ 春のカーニバル♪』エンディングテーマ
3. 39フェアリーズ
編曲：籠島裕昌、歌：うちやえゆか
  - 東映系アニメ映画『映画 プリキュアオールスターズ 春のカーニバル♪』挿入歌
4. イマココカラ（オリジナル・カラオケ）